# Нові Івайтенки
Нові Івайтенки (рос. Новые Ивайтенки) — присілок в Унецькому районі Брянської області Російської Федерації.
Населення становить 317 осіб. Входить до складу муніципального утворення Івантенське сільське поселення.

## Історія
Населений пункт розташований на території українського етнічного та культурного краю Стародубщина.
Від 2005 року входить до складу муніципального утворення Івантенське сільське поселення.

## Населення
| 2010 | 2013 |
| ---- | ---- |
| 341  | ↘317 |